# 西早稲田駅
西早稲田駅（にしわせだえき）は、東京都新宿区戸山三丁目にある、東京地下鉄（東京メトロ）副都心線の駅である。駅番号はF 11。

## 歴史
- 2008年（平成20年）6月14日：副都心線の開通と同時に開業[1][2]。

## 駅構造
島式ホーム1面2線を有する地下駅。開業当時よりホームドアが両方向ホームに設置され、渋谷方面行きホームのみ可動ステップも設置されている。
明治通り直下、諏訪通りとの交差点付近に位置する。コンコースとホーム両端部の一部が開削工法、中央部はシールド工法で建設されている。東西線や神田川を避けるため、駅やトンネルを深く設定した経緯から、ホームは地表から約30 mの深さにある。
改札口はホーム両端付近に別個に設置され、それぞれから明治通りの両側へ、計4か所の出入口が設けられている。なお、出入口の一つは早稲田大学西早稲田キャンパス（旧・大久保キャンパス、理工学術院・各理工学部など）敷地内に設置されている。
当駅の北、約350 mのところ（早稲田通り直下）を東西線が走っているが、副都心線との交点が高田馬場駅から近いこと、また東西線や既存の地下埋設物（ライフラインなど）、神田川を避けることにより生じる勾配などを考慮した結果、東西線との連絡駅は設けられず、副都心線のみの駅となった。

### のりば
| 番線 | 路線     | 行先                       |
| ---- | -------- | -------------------------- |
| 1    | 副都心線 | 渋谷方面                   |
| 2    | 副都心線 | 和光市・森林公園・飯能方面 |

（出典：東京メトロ:構内図）
- 当駅に停車する8両編成はホームの雑司が谷寄りに停車する。そのため早大西早稲田キャンパス直結の出入口からは、10両編成と比べて40 m分遠い停止位置となる。

### 発車メロディ
開業当初からスイッチ制作の発車メロディ（発車サイン音）を使用している。
曲は1番線が「クリストフ」（塩塚博作曲）、2番線が「シルバーレール」（福嶋尚哉作曲）である。

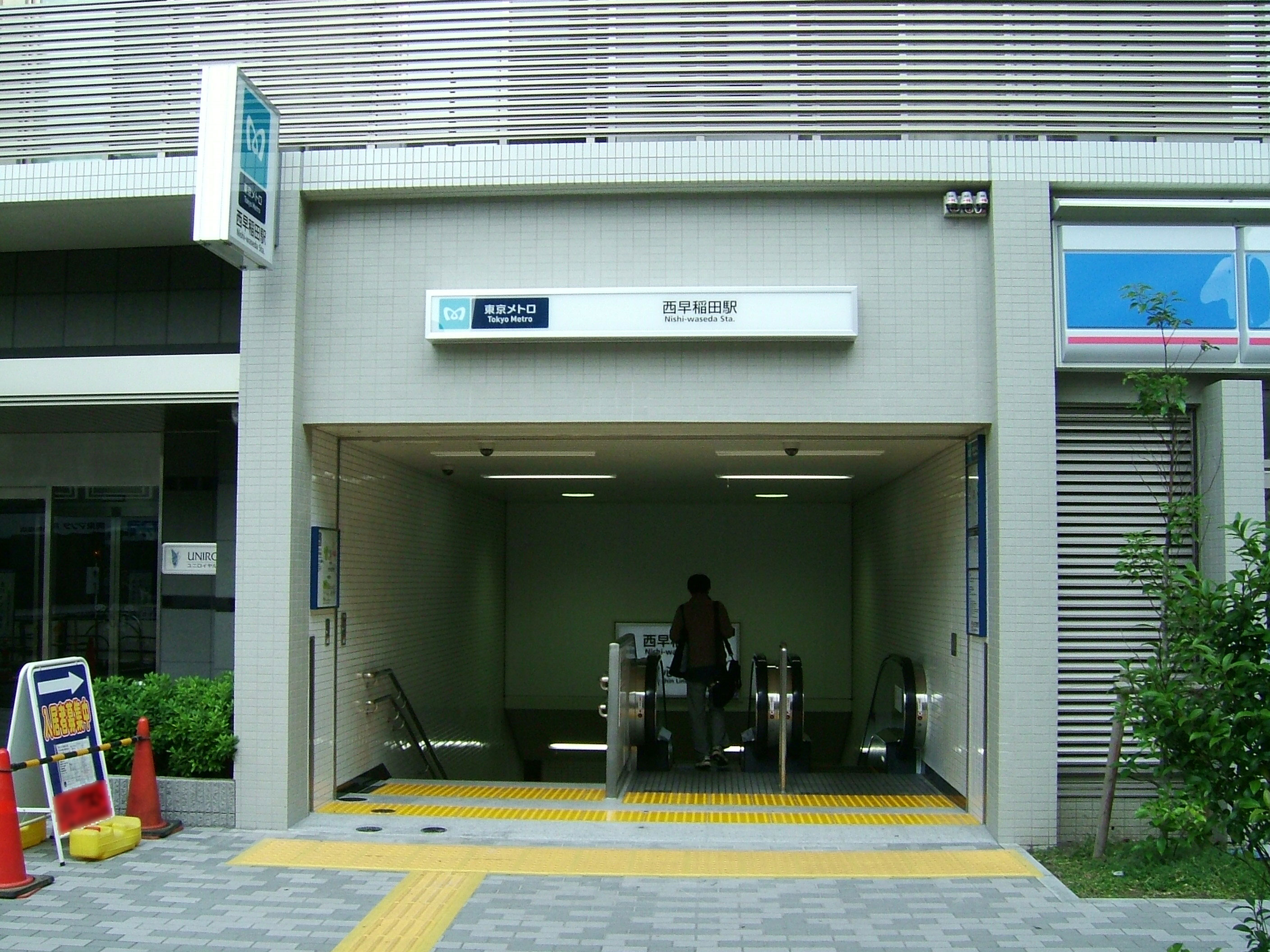
1番出入口（2008年6月）
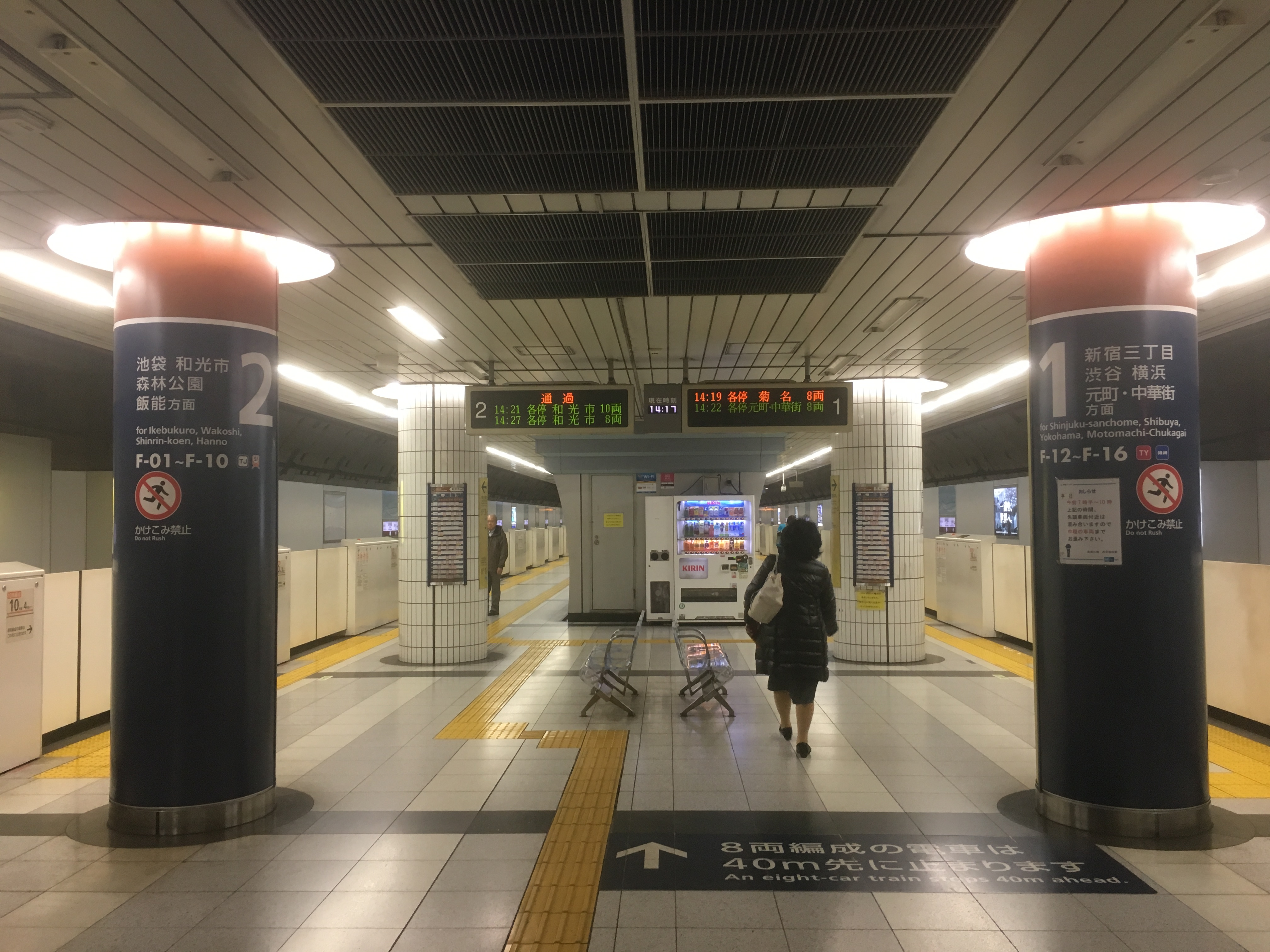
ホーム（2019年3月）
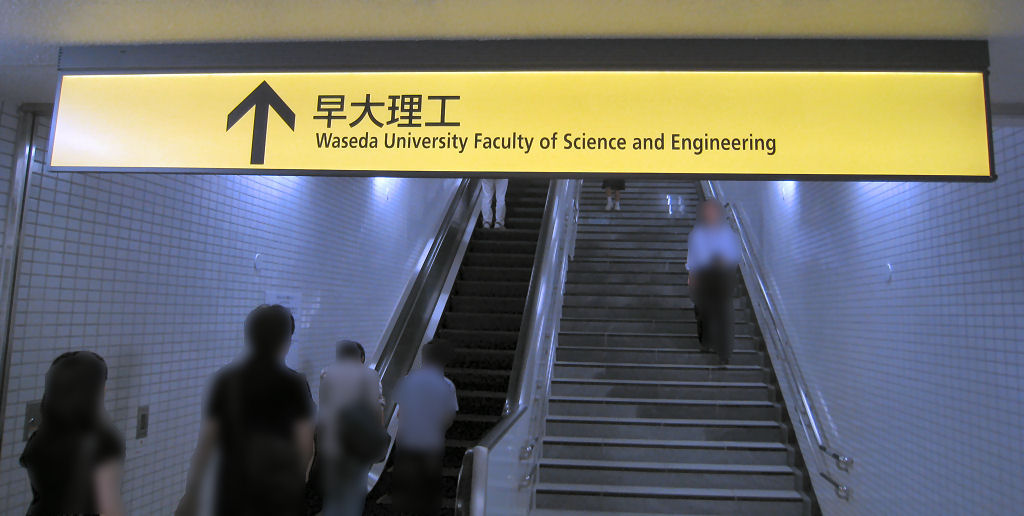
キャンパス内に直結している早大理工出入口（2008年6月）

## 利用状況
2024年度の1日平均乗降人員は37,411人であり、東京メトロ全130駅中100位。
開業前の予想乗降人員は約16,000人であったが、乗降人員は当初から予想を超え、増加傾向にある。特に、平日の朝夕の通学時間帯は通学する学生・生徒や学校関係者の乗降が目立つ。
開業以来の1日平均乗降・乗車人員の推移は下表の通り。
| 年度               | 1日平均 乗降人員 | 1日平均 乗車人員 | 出典     |
| ------------------ | ---------------- | ---------------- | -------- |
| 2008年（平成20年） | 19,180           | 9,759            | [ * 1 ]  |
| 2009年（平成21年） | 23,202           | 11,644           | [ * 2 ]  |
| 2010年（平成22年） | 25,678           | 12,810           | [ * 3 ]  |
| 2011年（平成23年） | 26,535           | 13,312           | [ * 4 ]  |
| 2012年（平成24年） | 28,326           | 14,109           | [ * 5 ]  |
| 2013年（平成25年） | 32,380           | 16,198           | [ * 6 ]  |
| 2014年（平成26年） | 33,732           | 16,905           | [ * 7 ]  |
| 2015年（平成27年） | 35,387           | 17,738           | [ * 8 ]  |
| 2016年（平成28年） | 37,189           | 18,638           | [ * 9 ]  |
| 2017年（平成29年） | 38,739           | 19,419           | [ * 10 ] |
| 2018年（平成30年） | 39,808           | 19,962           | [ * 11 ] |
| 2019年（令和元年） | 39,863           | 19,926           | [ * 12 ] |
| 2020年（令和02年） | 22,589           |                  |          |
| 2021年（令和03年） | 28,824           |                  |          |
| 2022年（令和04年） | 32,955           |                  |          |
| 2023年（令和05年） | 35,647           |                  |          |
| 2024年（令和06年） | 37,411           |                  |          |

備考
1. 1 2  2008年6月14日開業。開業日から翌年3月31日までの計291日間を集計したデータ。

## 駅周辺

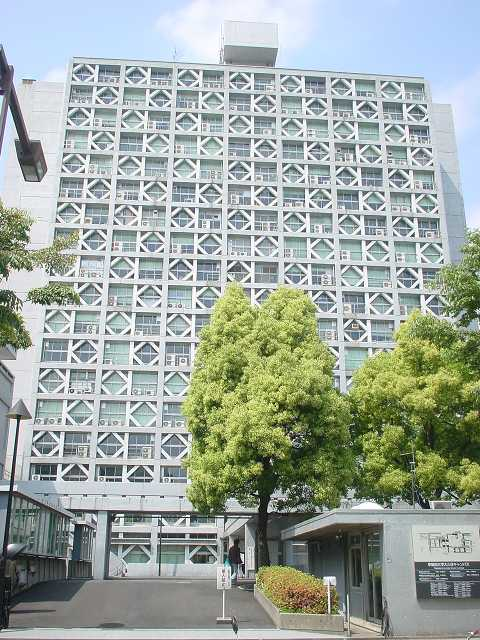
早稲田大学西早稲田キャンパス

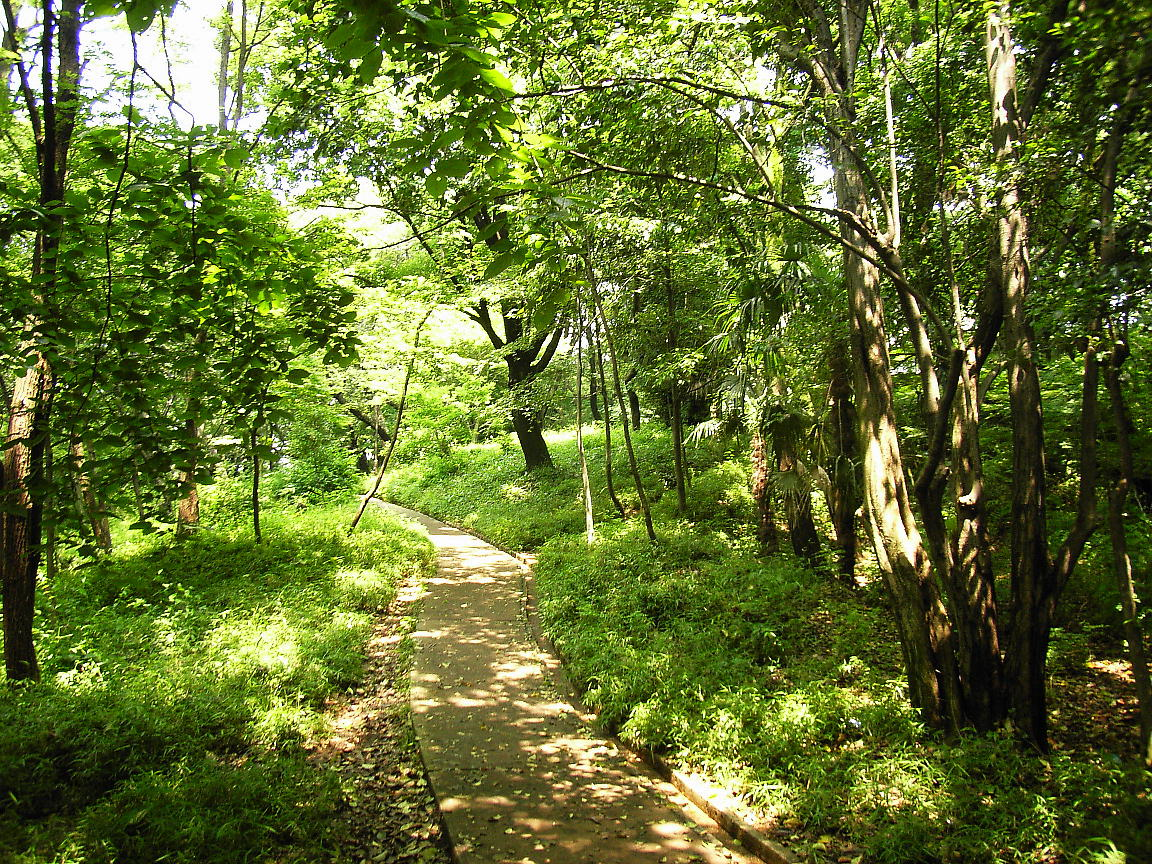
戸山公園箱根山登山道

かつて、当駅一帯は陸軍の練兵場などとして利用されていた。戦後は跡地に戸山公園が開園するが、一部は東京都や民間に払い下げられ、各種学校や公共施設が多く立地する。その周辺は都立戸山ハイツが立地するなど、閑静な住宅街となっている。
住所表記上では当駅は北東部の一部が西早稲田に含まれるのみであり、大部分は戸山か大久保（一部は高田馬場）に属する。
- 高田馬場駅
- 早稲田大学西早稲田キャンパス（早大理工学術院） - 戸山キャンパス - 早稲田中学校・高等学校
- 学習院女子大学 - 学習院女子中・高等科
- 東京都立戸山高等学校
- 海城中学校・高等学校
- 保善高等学校
- 新宿区立西早稲田中学校
- 早稲田美容専門学校
- 東京製菓学校
- 日本美容専門学校
- 戸山公園
  - 新宿区立新宿スポーツセンター
- 新宿コズミックセンター
- 新宿区立中央図書館
- 新宿区立大久保スポーツプラザ
- 新宿区立元気館
- 東京都心身障害者福祉センター・東京都児童相談センター
- 東京ヘレン・ケラー協会
  - ヘレン・ケラー学院
  - 点字図書館
- 日本視覚障害者団体連合
  - 日本視覚障害者センター
- 東京グローブ座
- 新宿北郵便局
- 早稲田通郵便局
- 諏訪神社
- オリンピック 早稲田店
- ドン・キホーテ 新宿明治通り店
- 東西線早稲田駅
- 都電荒川線面影橋停留場

## バス路線
3番出入口付近の明治通り上に早大理工前停留所が設置されており、以下の路線を利用できる。全て東京都交通局による運行。
- 池86：池袋駅東口行・池袋サンシャインシティ行・早稲田行 / 渋谷駅東口（循環）・新宿伊勢丹前行
- 早77：早稲田行 / 新宿駅西口行
- 高71：高田馬場駅前行 / 九段下行

この他、当駅直上に学習院女子大学前停留所も設置されているが（発着路線は同一）、2番出入口付近にある池86系統北行のりばを除き、南北改札のほぼ中間に設置されており、早大理工前停留所より距離がある。
なお、都営バスには当駅と同名の西早稲田停留所も存在するが、こちらは早稲田通り上（早稲田大学早稲田キャンパス西側）にあり、当駅から離れた場所にある。

## その他
- 後に副都心線となる13号線の建設が開始された時点では営団07系電車も運用される予定であったため、当駅の建設現場には07系のイラストが描かれていた。
- 早稲田大学大久保キャンパス（現・西早稲田キャンパス）直下の当駅出入口開業に際し、来校者の混乱を避けるために2008年4月1日をもって文系学部中心の旧・西早稲田キャンパスが早稲田キャンパスと改称され、さらに1年間の緩衝期間をおいて2009年4月1日より大久保キャンパスが西早稲田キャンパスと改称された。なお、住所の表示上では西早稲田駅が戸山三丁目にあるのに対し、早稲田キャンパスは西早稲田一丁目にある。また、早稲田キャンパス近くには西早稲田交差点や都営バス西早稲田停留所もある。なお、早稲田キャンパス、西早稲田停留所は当駅よりも東西線早稲田駅に近い。
- コズミックセンター裏の新宿区立中央図書館は、旧中央図書館（下落合）の耐震強度不足の問題が東日本大震災によって深刻化したため、暫定的に耐震改修済みの旧戸山中学校校舎をそのまま利用し移転開設したものである。区の方針としては下落合の旧中央図書館跡地に地域図書館を、旧戸山中学校跡地に新中央図書館を再度設置する予定。

## 隣の駅
東京地下鉄（東京メトロ）
 副都心線

■急行・■通勤急行
通過
■各駅停車
雑司が谷駅 (F 10) - 西早稲田駅 (F 11) - 東新宿駅 (F 12)